# Nouvelle Cuisine

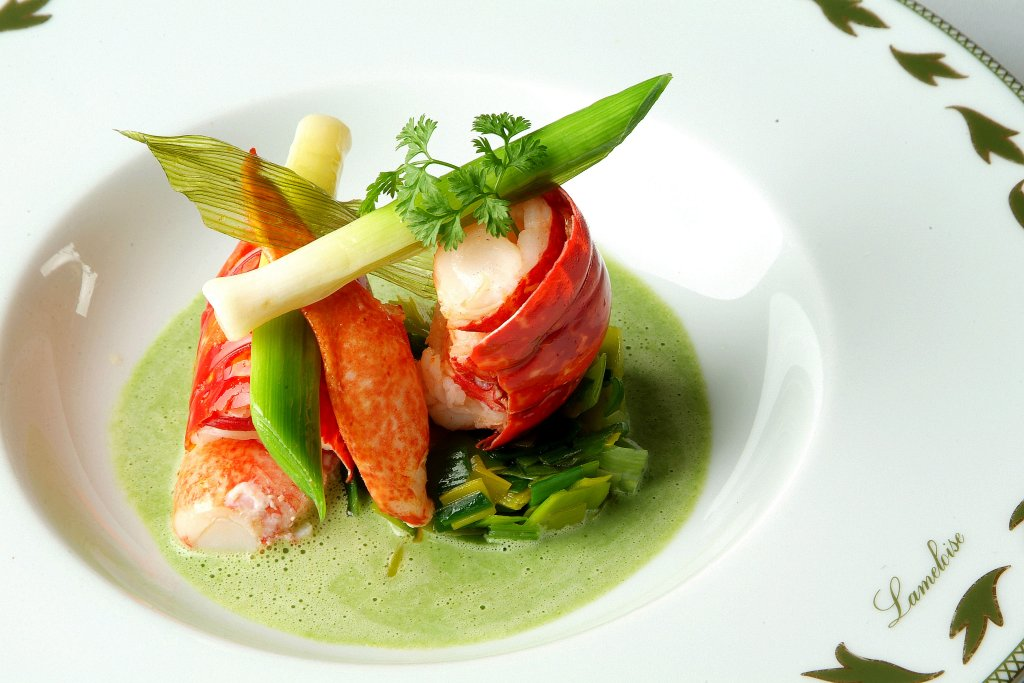
Ein Beispiel für Nouvelle Cuisine: Hummer und Lauch in einem Gericht von Jacques Lameloise, ehemaliger Küchenchef des 3-Sterne-Restaurants Lameloise

Die Nouvelle Cuisine ([nuvɛl kɥiˈzin], deutsch „neue Küche“, „neue Kochkunst“) ist in der französischen Küche eine Bewegung, die sich auf die Bewahrung des Eigengeschmacks von Nahrungsmitteln konzentriert und dabei auf Leichtigkeit, Frische und Regionalität ihrer Produkte setzt.

## Allgemeines
Die Nouvelle Cuisine ist die letzte große Erneuerungsbewegung in der Kochkunst, die von Frankreich ausging und von hier aus die Welt eroberte. Sie baut auf der Haute Cuisine und Grande Cuisine auf, distanziert sich jedoch deutlich von deren Gastrosophien. Sie berücksichtigt neue ernährungswissenschaftliche Erkenntnisse und wurde durch berühmte Köche (französisch cuisiniers) wie Paul Bocuse popularisiert.

## Geschichte
Für die Entwicklung der Kochkunst, der Restaurantkultur und das Berufsverständnis der Köche war die französische Küche bereits vor der nouvelle cuisine stilbildend. Der Begriff der Nouvelle Cuisine wurde wahrscheinlich erstmals 1768 im Dictionnaire sentencieux als kritischer Seitenhieb auf die Abkehr von bisherigen bürgerlichen, einfachen Kochgewohnheiten erwähnt. Mit diesem Buch wurde jedoch diese Epoche nicht eingeleitet. Vielmehr bestand zu jener Zeit die Haute Cuisine, die nach 1651 durch ein Buch von François-Pierre de La Varenne begann. Der Cuisinier François (deutsch „französische Koch“) war die erste größere Rezeptsammlung seit über 100 Jahren. Nach 1828 etablierte sich die Grande Cuisine, ohne jedoch die Haute Cuisine abzulösen.
Fernand Point gilt als einer der Väter der Nouvelle Cuisine, als er bereits vor seinem frühen Tod im Jahre 1955 einfache und leichte Küche propagierte. In seiner Küche arbeitete einst unter anderem Paul Bocuse als Koch. Als 1969 posthum ein Buch von Point herauskam, etablierte sich die Bewegung. Den Begriff der Nouvelle Cuisine übernahmen 1971 die Gastronomiekritiker Henri Gault und Christian Millau. Als ihr kreativer Begründer gilt Michel Guérard, der 1978 zehn Gebote aufstellte. Hierzu gehörten kürzere Kochzeiten, leichtere Soßen und einfachere Menüs. Sie wurde durch Köche (französisch cuisiniers) wie Paul Bocuse popularisiert. Bocuse ist aber nicht der Schöpfer der Nouvelle Cuisine. Eckart Witzigmann etablierte die Nouvelle Cuisine nach 1971 in Deutschland. Als weiterer Wegbereiter gilt Alain Chapel.

## Grundsätze
Als Grundlage wurden 1973 von Henri Gault und Christian Millau „Die 10 Gebote der neuen Küche“ definiert:
1. Du sollst nichts zu lange kochen.
2. Du sollst frische und hochwertige Produkte verwenden.
3. Du sollst deine Karte leichter machen.
4. Du sollst nicht systematisch modernistisch sein.
5. Du sollst jedoch danach suchen, was neue Techniken bringen.
6. Du sollst Marinaden, Abhängen, Fermentationen vermeiden.
7. Du sollst schwere Soßen beseitigen.
8. Du sollst die Diät nicht ignorieren.
9. Du sollst deine Präsentationen nicht manipulieren.
10. Du sollst erfinderisch sein.

In dieser Küche finden häufig Gemüsepürees und gedünstetes Fleisch Verwendung. Es werden vermehrt Rezepte der regionalen Küche aufgegriffen mit marktfrischen Lebensmitteln der Saison. Besonderer Wert wird auf die Präsentation der Gerichte gelegt, das Anrichten wird zur Kunst verfeinert.

## Gastrosophie
Die Gastrosophie der Nouvelle Cuisine besteht zunächst darin, sich von der Haute Cuisine und der Grande Cuisine zu distanzieren. Sie propagiert die Einfachheit und Leichtigkeit der Speisen mit der Betonung auf dem Eigengeschmack der Gerichte unter Berücksichtigung neuer ernährungswissenschaftlicher Erkenntnisse. Sie lehnt Raffinesse und phantasievolle künstlerische Gestaltung ab und legt stattdessen Wert auf frische Zutaten.

## Weitere Entwicklung
Der Gastronomiekritiker Jürgen Dollase forderte 2014 eine radikale Vergrößerung des Essbaren und favorisiert die Nova-Regio-Küche.